# Superior Challenge
Superior Challenge är en svensk MMA-organisation som sedan 2008 arrangerar galor i Sverige. Superior Challenge ingår i Superior Group International och galorna sänds på Viaplay.

## Nuvarande mästare
| Herrar              | Herrar              | Herrar                       | Herrar                  | Herrar                  | Herrar       |
| Viktklass (maxvikt) | Viktklass (maxvikt) | Mästare                      | Regerande mästare sedan | Regerande mästare sedan | Titelförsvar |
| ------------------- | ------------------- | ---------------------------- | ----------------------- | ----------------------- | ------------ |
| Bantamvikt          | (61 kg)             | Kevin Petshi (FRA)           | 1 april 2017            | 7 år och 333 dagar      | 0            |
| Fjädervikt          | (66 kg)             | Diego Nunes (BRA)            | 29 november 2014        | 10 år och 91 dagar      | 2            |
| Lättvikt            | (70 kg)             | Efrain Escudero (MEX)        | 3 maj 2014              | 10 år och 301 dagar     | 0            |
| Weltervikt          | (77 kg)             | Håkon Foss (NOR)             | 29 maj 2021             | 3 år och 275 dagar      | 0            |
| Mellanvikt          | (84 kg)             | Nicholas Musoke (SWE)        | 11 maj 2019             | 5 år och 293 dagar      | 1            |
| Lätt tungvikt       | (93 kg)             | Joachim Christensen (DEN)    | 3 maj 2014              | 10 år och 301 dagar     | 1            |
| Tungvikt            | (120 kg)            | Fernando Rodrigues Jr. (BRA) | 19 maj 2018             | 6 år och 285 dagar      | 0            |
| Damer               |                     |                              |                         |                         |              |
| Viktklass (maxvikt) | Viktklass (maxvikt) | Mästare                      | Regerande mästare sedan | Regerande mästare sedan | Titelförsvar |
| Fjädervikt          | (66 kg)             | Lina Länsberg (SWE)          | 16 maj 2015             | 9 år och 288 dagar      | 0            |

1. ↑  Länsberg tävlar sedan 2016 i UFC och har därmed ett kontrakt som förhindrar henne att gå matcher i andra organisationer.

## Evenemang
| Evenemang                                 | Datum            | Plats                          |
| ----------------------------------------- | ---------------- | ------------------------------ |
| Superior Challenge 1 - The Uprising       | 5 april 2008     | Fryshuset, Stockholm           |
| Superior Challenge 2 - Resurrection       | 25 oktober 2008  | Fryshuset, Stockholm           |
| Superior Challenge 3 - Untamed            | 30 maj 2009      | Fryshuset, Stockholm           |
| Superior Challenge 4 - Bad Intentions     | 31 oktober 2009  | Fryshuset, Stockholm           |
| Superior Challenge 5 - Pride & Fury       | 1 maj 2010       | Fryshuset, Stockholm           |
| Superior Challenge 6 - Lion's Den         | 29 oktober 2010  | Hovet, Stockholm               |
| Superior Challenge 7 - Rise of Champions  | 30 april 2011    | Hovet, Stockholm               |
| Superior Challenge 8 - Malmö              | 6 oktober 2012   | Malmö Arena, Malmö             |
| Superior Challenge 9 - Göteborg           | 23 november 2013 | Scandinavium, Göteborg         |
| Superior Challenge 10 - Helsingborg       | 3 maj 2014       | Helsingborg Arena, Helsingborg |
| Superior Challenge 11 - Södertälje        | 29 november 2014 | AXA Sports Center, Södertälje  |
| Superior Challenge 12 - Malmö             | 16 maj 2015      | Baltiska hallen, Malmö         |
| Superior Challenge 13 - Norrköping        | 1 oktober 2016   | Stadium Arena, Norrköping      |
| Superior Challenge 14 - Stockholm         | 8 oktober 2016   | Eriksdalshallen, Stockholm     |
| Superior Challenge 15 - Stockholm         | 1 april 2017     | Eriksdalshallen, Stockholm     |
| Superior Challenge 16 - Stockholm         | 2 december 2017  | Eriksdalshallen, Stockholm     |
| Superior Challenge 17 - Cirkus            | 19 maj 2018      | Cirkus, Stockholm              |
| Superior Challenge 18 - Fitnessfestivalen | 1 december 2018  | Stockholmsmässan, Stockholm    |
| Superior Challenge 19 - Cirkus            | 11 maj 2019      | Cirkus, Stockholm              |
| Superior Challenge 20 - Fitnessfestivalen | 7 december 2019  | Stockholmsmässan, Stockholm    |
| Superior Challenge 21 - Stockholmsmässan  | 28 november 2020 | Stockholmsmässan, Stockholm    |
| Superior Challenge 22 - Cirkus            | 29 maj 2021      | Cirkus, Stockholm              |